# L-Innu Malti
L-Innu Malti est l'hymne national de Malte. Il fut écrit par Dun Karm, un des plus grands poètes maltais, et composé par Robert Sammut. L'hymne était originellement un chant scolaire sous forme de prière. Il fut joué pour la première fois le 3 février 1923, fut déclaré hymne de Malte en 1941 et devint hymne national officiel à l'indépendance le 21 septembre 1964.
Aujourd'hui l'hymne maltais n'est chanté qu'en maltais mais, à l'origine et jusque dans les années 1970, il était aussi chanté en anglais. Il peut encore l'être puisque la république de Malte reconnaît une langue nationale, le maltais, et deux langues officielles, le maltais et l’anglais. Le site du Ministère de l'information maltais en donne les paroles dans les deux langues. La version anglaise n'est pas une traduction mais une adaptation du maltais faite par May Butcher.

## Historique

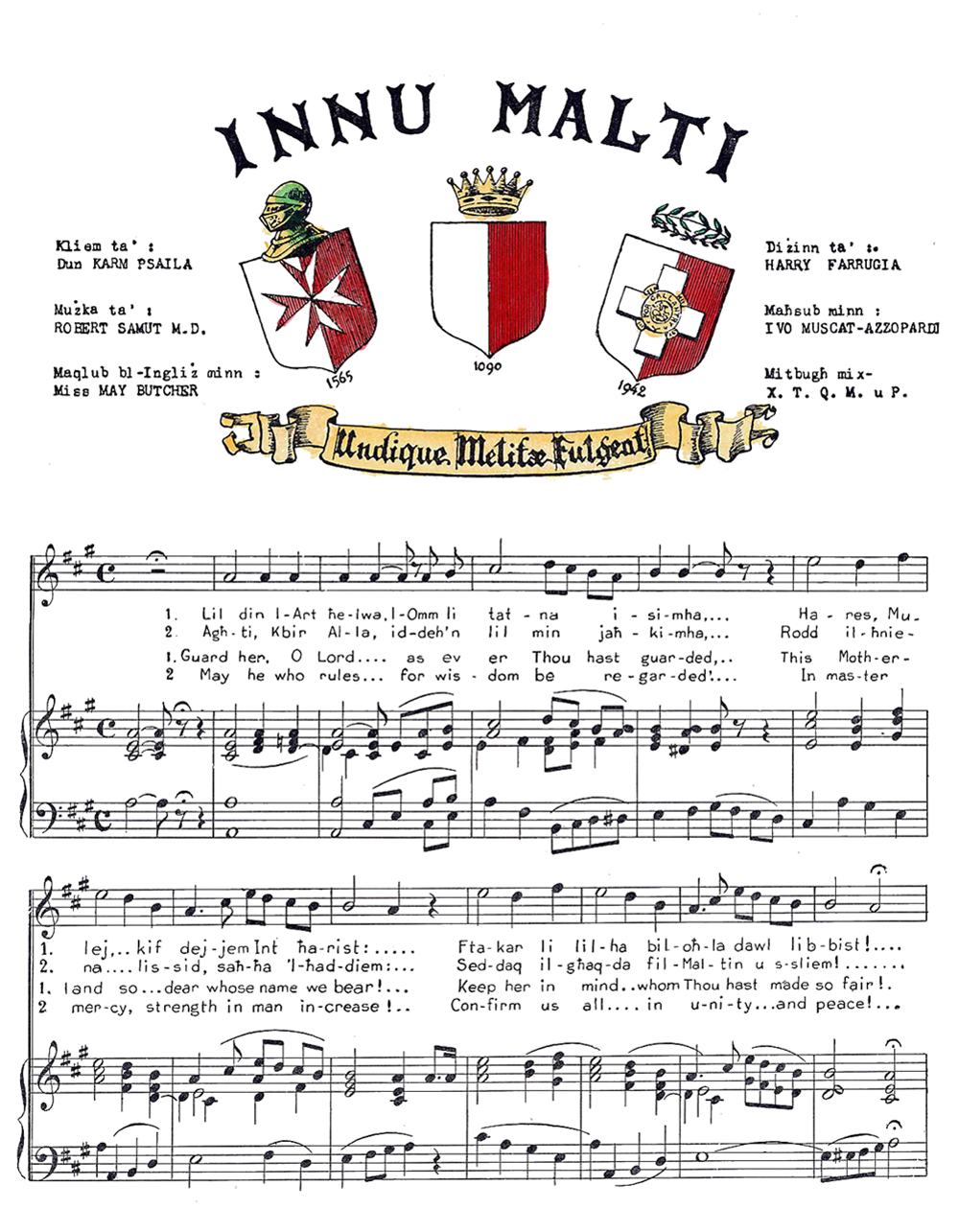
Partition de l'hymne maltais

En 1850, le poète maltais, Ġan Anton Vassallo (1817-1868), écrit Innu Lil Malta (un hymne pour Malte) qui est souvent donné dans des réunions publiques ou des manifestations politiques.
En 1922, le professeur d’anatomie et de pathologie de l’université royale de Malte, Robert Sammut (1869-1934), qui avait commencé par une carrière militaire dans le King’s Own Malta Regiment (le régiment de musique de la milice maltaise), compose à la demande du docteur Albert Laferla, directeur de l’éducation de Malte, une musique pour servir de chant aux écoliers des écoles primaires. Il demande ensuite au poète national maltais Dun Karm, de son vrai nom Carmelo Psaila (1871-1961), d’écrire des paroles sur la musique de Sammut. D’abord réticent à raison qu’il considère qu’il faille mettre la musique sur des paroles et non le contraire, Karm compose finalement deux couplets de trois vers. Dès 1922, ce chant est couramment chanté dans les écoles publiques.
Il aurait été interprété pour les premières fois en public les 27 décembre 1922 et 6 janvier 1923 lors de concerts au théâtre Manoel à La Valette. Mais les paroles de Karm n’auraient pas été respectées et celui-ci fort mécontent proteste par un article dans le journal. C’est pourquoi il est considéré que ce qui deviendra l’hymne maltais a été chanté pour la première fois, en public, par des enfants de l’école de Sliema, accompagné par le Duke of Edinburgh's Band, de Vittoriosa, le 2 février 1923, lors d’un autre concert toujours au théâtre Manoel.

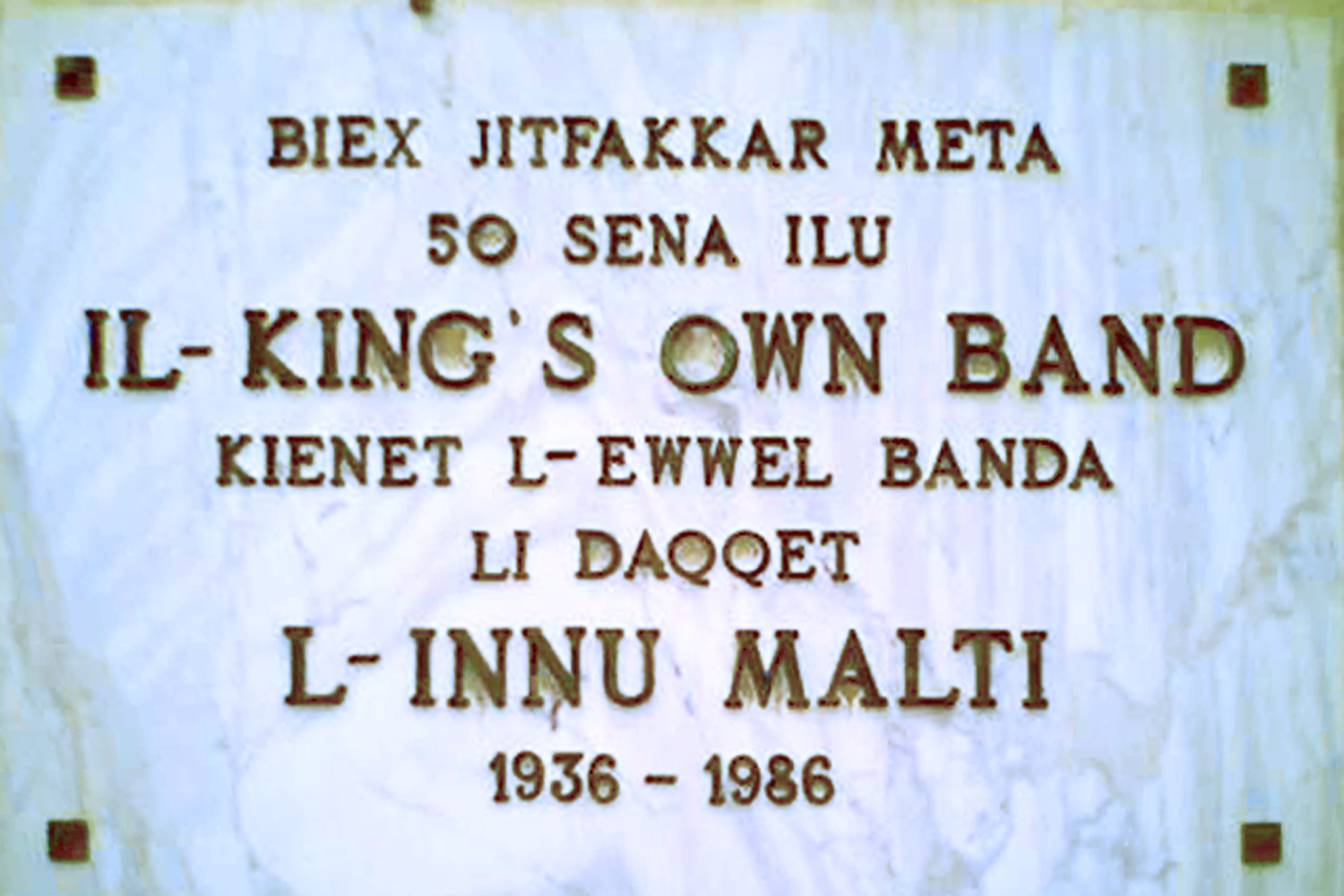
Plaque commémorative de la représentation du King's Own Band en 1936 au Saint-George’s Square

La première représentation de ce chant, lors d’une manifestation officielle, date du 8 septembre 1924, pour la célébration du Jum il-Vittorja (la victoire marquant la fin du Grand Siège de 1565). Ce chant est joué pour la première fois par un orchestre civil, le King’s Own Band Club sous la direction de  V. Ciappara, le 8 septembre 1936, sur la place Saint-George’s Square. En 1938, Mademoiselle May Butcher fait paraître une adaptation en anglais des paroles de Karn dans le Times of Malta.
C’est le 22 février 1941, que la composition de Sammut-Karm obtient officiellement le statut d’hymne maltais, mais Malte étant colonie britannique, l’hymne officiel de Malte est toujours le God Save the King. Le 25 mars 1945, à l'Empire Stadium de Gżira, a lieu une rencontre officielle de football entre l’équipe de Malte et les Hajduks de Yougoslavie en présence du gouverneur britannique. Avant le match, sont joués les hymnes yougoslave et britannique, mais au moment où le gouverneur allait s’assoir, tout le stade entonne L-Innu Malti et le gouverneur dut faire contre mauvaise fortune bon cœur et rester debout jusqu'à la fin du chant. La constitution maltaise officialise, le 21 septembre 1964, L-Innu Malti comme hymne officiel de Malte. Mais pour favoriser la version maltaise, la constitution précise : « l'hymne dont les paroles commencent par Lil din l-Art ħelwa, l-Omm li tatna isimha ».

## Paroles

### Paroles officielles enmaltais
| Alphabet latin maltais | Transcription API | Alphabet arabe maltais | Alphabet grec maltais |
| --- | --- | --- | --- |
| Lil din l-art ħelwa, l-Omm li tatna isimha, Ħares, Mulej, kif dejjem Int ħarist: Ftakar li lilha bil-oħla dawl libbist. Agħti, kbir Alla, id-dehen lil min jaħkimha, Rodd il-ħniena lis-sid, saħħa 'l-ħaddiem: Seddaq il-għaqda fil-Maltin u s-sliem,. | [lɪl diːn lɐɹt ħɛl.wɐ lɔmː lɪ tɐt.nɐ ɪ.sɪ.mɐ] [ħɐː.rɛs mʊ.lɛj kiːv‿dɛj.jɛm ɪnt ħɐ.rɪst] [ftɐ.kɐɹ lɪ liː.lɐ bɪl.ɔħ.lɐ daʊ̯l lɪb.bɪst] [ɐ(ˤ).tiː gbiːr ɐl.lɐ ɪd.dɛːn lɪl miːn jɐħ.kɪ.mɐ] [rɔdː ɪl.ħnɪː.nɐ lɪs.siːd (ɪs.)sɐħ.ħɐ lɪl.ħɐd.dɪːm] [sɛd.dɐʔ ɪl ɐ(ˤ)ʔ.dɐ fɪl.mɐl.tiːn ʊ ɪs.slɪːm] | لذين الأرض حِلوة، الأم اللي عطاتنا اسمها، حارس، مولاي، كيف دايم أنت حرست فتكر لي لِيلْها بالأُحلى دَوْل لبّست. أعطي، كبير الله، الذهن لِلْمِنْ يَحكمها، رُد الحنانة للسيد، صحَّة للخدَّام صدَق العَقدة في المالطين والسلام. | Λιλ δην λ´αρτ χελουα, λ´Ομμ λι τατνα ισιμἁ, Χαρες, Μουλει, κηφ δειγιεμ Ιντ χαριστ: Φτακαρ λι ληλἁ βιλ-οχλα δαυλ λιββιστ. Αγτη, κβηρ Αλλα, ιδ-δεἑν λιλ μην γιαχκιμἁ, Ροδδ ιλ´χνιενα λισσηδ, σαχχα λ´χαδδιεμ: Σεδδαϙ ιλ´γαϙδα φιλ-Μαλτην ου σ´σλιεμ. |

### Versions anglaises
| Version figurative | Traduit par René Micallef | Traduit par May Butcher |
| --- | --- | --- |
| Guard her, O Lord, as ever Thou hast guarded, This Motherland so dear whose name we bear! Keep her in mind whom Thou hast made so fair! May he who rules for wisdom be regarded, In master mercy, strength in man increase! Confirm us all in unity and peace! | Guard, Lord, forever, as you've done erst and ceasing never, This land whose name we received, our motherly-named Mother. Her you have draped with a light whose grace exceeds all other. On those who govern, sovereign God, bestow understanding, Grant wellness to those who work, largesse to those employing, Make firm, make just all our bonds, the peace we are enjoying,. | O Little Island, Lord, as ever Thou hast guarded! This Motherland so dear whose name we bear! Keep her in mind, whom Thou hast made so fair! May he who rules, for wisdom be regarded! In master mercy, strength in man increase! Confirm us all, in unity and peace! |

### Traduction française
| À partir des paroles maltaises À cette douce terre, la mère qui nous a donné son nom, Protège-la, Seigneur, comme Tu l'as toujours fait ; Rappelle-toi que Tu l'as embellie avec la plus haute grâce. Accorde, mon Dieu, de la sagesse à ceux qui la gouvernent ; Rends l'indulgence aux maîtres, et la force aux travailleurs ; Assure l'unité entre les Maltais et la paix. | À partir de la version anglaise figurative Protège-la, O Seigneur, comme Tu l'as toujours fait, Cette chère Patrie, dont nous portons le nom ! Rappelle-toi que Tu l'as faite si juste ! Puissent nos dirigeants nous considérer avec sagesse ! De la miséricorde aux maîtres, de la force aux hommes meilleurs ! Garde nous ensemble, dans l'unité et la paix ! |

## Enregistrement
- version orchestrale de l'hymne maltais
- version chantée de l'hymne maltais